# エミル・ベリストローム
エミル・エヴェルト・ベリストローム（Emil Evert Bergström, 1993年5月19日 - ）は、スウェーデン・ストックホルム県ストックホルム出身のサッカー選手。エクストラクラサ・グールニク・ザブジェ所属。ポジションはDF。

## クラブ経歴
2011年にユールゴーデンIFのトップチームに17歳で昇格。4月15日のマルメFF戦でプロデビュー。同年シーズンはリーグ戦18試合に出場し、以降先発に定着。2015年シーズンまで主力選手として活躍した。
2016年2月4日、FCルビン・カザンと契約。2015-16シーズンは途中加入ながら先発で起用されるも、翌2016-17シーズンは出場機会が減少。
2017年1月27日、グラスホッパー・クラブ・チューリッヒへのローン移籍が発表。加入後即先発に定着。2017-18シーズンは35試合3ゴールを記録し、自己最高のシーズンを送った。
2018年7月30日、FCユトレヒトと契約。加入1年目の2018-19シーズンは先発定着には至らず13試合の出場で終了。2019-20シーズンはローン移籍でFCバーゼルでプレーした。2021年7月1日、ヴィレムIIにローン移籍した。
2022年9月、シーズン終了までの契約でグールニク・ザブジェに加入した。

## 代表経歴
2010年からユース世代のスウェーデン代表に招集され、2015年1月にフル代表に初招集。同月19日のフィンランド代表戦で代表戦初出場。しかし、2016年1月以降は未招集。同年のリオデジャネイロオリンピックの代表候補に挙がっていたものの、最終選考で落選。2018 FIFAワールドカップも招集外に終わった。